# Ligeriella aristata
Ligeriella aristata là một loài ruồi trong họ Tachinidae.